# Duchové (Hvězdná brána)
Duchové je 13. epizoda 2. řady sci-fi seriálu Hvězdná brána.

## Děj
SG-1 je informována o tom, že tým SG-11 nalezl trinium, vzácný a velmi odolný kov na PXY-887. Tým SG-11 byl vyslán vytěžit více trinia, ale mají již 48 hodin zpoždění. SG-1 je má najít. Náhle se začne vytáčet hvězdná brána a je identifikován kód SG-11. Ale místo SG-11, proletí bránou šíp, který prostřelí neprůstřelné sklo a zabodne se do ramene plukovníka Jacka O'Neilla.
O'Neill je na několik dní hospitalizován a velení SG-1 dostává kapitán Samantha Carterová. Na PXY-887 objeví SG-1 těžební tábor, ale tým SG-11 zde není. Náhle se ozve zvláštní zvuk a Teal'ca zasáhne do ramene několik uspávacích šipek, stejně tak i Daniela Jacksona a Carterovou.
SG-1 se probouzí v místnosti. Když přijdou ke vchodu, jsou vráceni zpět stráží. Za chvíli přichází Indián, který se představí jako Tonane, patrně vůdce indiánské osady, kteří tvrdí, že se musí zeptat duchů, kde je SG-11.
Tonane vezme SG-1 do lesa, kde ukazuje na vlka a říká, že to je T'akaya, jeden z duchů. Carterová není přesvědčena o tom, že Tonane mluví s vlky. Náhle se objeví havran, který je podle Tonaneho Xe'ls a Daniel Jackson žádá Xe'lse, aby vydal SG-11. Xe'ls zakráká a Daniel s Teal'cem si jsou jistí, že Xe'ls souhlasí. SG-1 se dívají kolem sebe a krátce poté se SG-11 vynoří z mlhy.
Po nalezení SG-11, se všichni setkávají se stařešiny v osadě, doufajíce, že vyjednají těžební smlouvu. Stařešinové posílají Tonaneho s SG-1 a SG-11 na Zemi, kde se Tonane může dozvědět, zda pozemské těžební metody jsou přijatelné. V SGC je Tonanemu promítáno video o průběhu těžby. Ale on těžbu odmítne, protože tyto metody jsou příliš destruktivní. Daniel provádí Tonaneho základnou a generál George Hammond informuje SG-1 a SG-11, že mu bylo nařízeno vyslat těžební expedici, bez ohledu na rozhodnutí Tonaneho.
Ukáže se, že tým SG-11 jsou Duchové a způsobí, že všichni v SGC mizí. O'Neill, Carterová a Teal'c jsou jediní, kteří zůstali. Daniel se ukrývá s Tonanem ve skladu. O'Neillovi, Carterové a Teal'covi se podaří zneškodnit Xe'lse a vzít ho na ošetřovnu. Teal'c a Daniel jdou do řídící místnosti, aby prošli bránou na PXY-887 a promluvili si se stařešiny. V místnosti s bránou se Daniel setká s T'akayou. Snaží se vše vysvětlit a řekne jí, kde je Xe'ls.
Poté, co Duchové Xe'lse vyléčí, jsou všichni okamžitě přeneseni do místnosti s bránou. Xe'ls chce zničit SGC. Ale po rozhovoru s Danielem a O'Neillem se rozhodl vrátit všechen personál SGC a pohřbít bránu na druhé straně. Také se dohodne s Tonanem, že se jim Duchové budou zjevovat ve skutečné podobě, a ne v podobě zvířat.